# Piratas de Bogotá
Les Piratas de Bogotá sont un club colombien de basket-ball évoluant en Baloncesto Profesional Colombiano. Le club est basé dans la ville de Bogota.

## Palmarès
- Champion de Colombie : 1999, 2003, 2004

## Joueurs célèbres ou marquants
- Jhon Giraldo
- Stalin Ortiz